# Record di nuoto ai Giochi panamericani
La seguente è una lista dei tempi più veloci mai nuotati nelle varie edizioni dei Giochi panamericani. Le competizioni si svolgono sempre in vasca lunga (50 m).
(Dati aggiornati all'edizione di Toronto 2015)

## Vasca lunga (50m)

### Uomini
| Gara                     | Tempo    | +                   | Atleta                                                                                                 | Nazionalità | Data            | Edizione | Luogo                   | Ref    |
| ------------------------ | -------- | ------------------- | --- | ----------- | --------------- | -------- | ----------------------- | ------ |
| Stile libero             |          |                     | |             |                 |          |                         |        |
| 50 m                     | 21"58    |                     | César Cielo Filho                                                                                      | Brasile     | 20 ottobre 2011 | XVI      | Guadalajara, Messico    | [ 1 ]  |
| 100 m                    | 47"84    |                     | César Cielo Filho                                                                                      | Brasile     | 16 ottobre 2011 | XVI      | Guadalajara, Messico    | [ 2 ]  |
| 200 m                    | 1'46"42  | Record sudamericano | João de Lucca                                                                                          | Brasile     | 15 luglio 2015  | XVII     | Toronto, Canada         | [ 3 ]  |
| 400 m                    | 3'46"79  |                     | Guilherme Costa                                                                                        | Brasile     | 21 ottobre 2023 | XIX      | Santiago del Cile, Cile | [ 4 ]  |
| 800 m                    | 7'53"01  |                     | Guilherme Costa                                                                                        | Brasile     | 24 ottobre 2023 | XIX      | Santiago del Cile, Cile | [ 4 ]  |
| 1500 m                   | 15'06"40 |                     | Ryan Cochrane                                                                                          | Canada      | 18 luglio 2015  | XVII     | Toronto, Canada         | [ 5 ]  |
| Dorso                    |          |                     | |             |                 |          |                         |        |
| 100 m                    | 53"12    | s                   | Guilherme Guido                                                                                        | Brasile     | 18 luglio 2015  | XVII     | Toronto, Canada         | [ 6 ]  |
| 200 m                    | 1'56"58  |                     | Jack Aikins                                                                                            | Stati Uniti | 22 ottobre 2023 | XVII     | Santiago del Cile, Cile | [ 7 ]  |
| Rana                     |          |                     | |             |                 |          |                         |        |
| 100 m                    | 59"21    |                     | Felipe Da Silva Franca                                                                                 | Brasile     | 17 luglio 2015  | XVII     | Toronto, Canada         | [ 8 ]  |
| 200 m                    | 2'07"62  |                     | Will Licon                                                                                             | Stati Uniti | 8 agosto 2019   | XVIII    | Lima, Perù              |        |
| Farfalla                 |          |                     | |             |                 |          |                         |        |
| 100 m                    | 51"44    | b                   | Luis Martínez                                                                                          | Guatemala   | 7 agosto 2019   | XVIII    | Lima, Perù              |        |
| 200 m                    | 1'55"01  |                     | Leonardo de Deus                                                                                       | Brasile     | 14 luglio 2015  | XVII     | Toronto, Canada         | [ 9 ]  |
| Misti                    |          |                     | |             |                 |          |                         |        |
| 200 m                    | 1'57"06  |                     | Henrique Rodrigues                                                                                     | Brasile     | 18 luglio 2015  | XVII     | Toronto, Canada         | [ 10 ] |
| 400 m                    | 4'11"14  |                     | Thiago Pereira                                                                                         | Brasile     | 17 luglio 2007  | XV       | Rio de Janeiro, Brasile |        |
| Staffette a stile libero |          |                     | |             |                 |          |                         |        |
| 4x100 m                  | 3'12"61  |                     | Breno Correia (48"82) Marcelo Chierighini (47"45) Bruno Fratus (48"18) Pedro Spajari (48"16)           | Brasile     | 6 agosto 2019   | XVIII    | Lima, Perù              |        |
| 4x200 m                  | 7'07"53  |                     | Murilo Sartori (1'47"52) Breno Correia (1'47"60) Fernando Scheffer (1'45"90) Guilherme Costa (1'46"51) | Brasile     | 24 ottobre 2023 | XIX      | Santiago del Cile, Cile | [ 11 ] |
| Staffetta mista          |          |                     | |             |                 |          |                         |        |
| 4x100 m                  | 3'32"68  |                     | Daniel Carr (53"95) Nic Fink (58"57) Thomas Shields (50"40) Nathan Adrian (47"33)                      | Stati Uniti | 10 agosto 2019  | XVIII    | Lima, Perù              |        |

Legenda:  - Record del mondo;  - Record americano;  - Record sudamericano

Record non ottenuti in finale: (b) - batteria; (sf) - semifinale; (s) - staffetta prima frazione.

### Donne
| Gara                     | Tempo    | + | Atleta | Nazionalità | Data            | Edizione | Luogo                   | Ref    |
| ------------------------ | -------- | - | --- | ----------- | --------------- | -------- | ----------------------- | ------ |
| Stile libero             |          |   | |             |                 |          |                         |        |
| 50 m                     | 24"31    | b | Arianna Vanderpool-Wallace                                                                                 | Bahamas     | 16 luglio 2015  | XVII     | Toronto, Canada         | [ 12 ] |
| 100 m                    | 53"64    |   | Margaret MacNeil                                                                                           | Canada      | 24 ottobre 2023 | XIX      | Santiago del Cile, Cile | [ 13 ] |
| 200 m                    | 1'56"23  |   | Allison Schmitt                                                                                            | Stati Uniti | 15 luglio 2015  | XVII     | Toronto, Canada         | [ 14 ] |
| 400 m                    | 4'06"45  |   | Paige Madden                                                                                               | Stati Uniti | 21 ottobre 2023 | XIX      | Santiago del Cile, Cile | [ 15 ] |
| 800 m                    | 8'27"54  |   | Sierra Schmidt                                                                                             | Stati Uniti | 18 luglio 2015  | XVII     | Toronto, Canada         | [ 16 ] |
| 1500 m                   | 16'13"59 |   | Rachel Stege                                                                                               | Stati Uniti | 25 ottobre 2023 | XIX      | Santiago del Cile, Cile | [ 17 ] |
| Dorso                    |          |   | |             |                 |          |                         |        |
| 100 m                    | 59"02    | s | Phoebe Bacon                                                                                               | Stati Uniti | 10 agosto 2019  | XVIII    | Lima, Perù              |        |
| 200 m                    | 2'08"03  |   | Kennedy Noble                                                                                              | Stati Uniti | 21 ottobre 2023 | XIX      | Santiago del Cile, Cile | [ 18 ] |
| Rana                     |          |   | |             |                 |          |                         |        |
| 100 m                    | 1'05"64* | b | Katie Meili                                                                                                | Stati Uniti | 17 luglio 2015  | XVII     | Toronto, Canada         | [ 19 ] |
| 200 m                    | 2'21"41  |   | Annie Lazor                                                                                                | Stati Uniti | 8 agosto 2019   | XVIII    | Lima, Perù              |        |
| Farfalla                 |          |   | |             |                 |          |                         |        |
| 100 m                    | 56"94    |   | Margaret MacNeil                                                                                           | Canada      | 22 ottobre 2023 | XIX      | Santiago del Cile, Cile | [ 20 ] |
| 200 m                    | 2'07"64  |   | Kathleen Hersey                                                                                            | Stati Uniti | 21 luglio 2007  | XV       | Rio de Janeiro, Brasile |        |
| Misti                    |          |   | |             |                 |          |                         |        |
| 200 m                    | 2'09"04  |   | Sydney Pickrem                                                                                             | Canada      | 22 ottobre 2023 | XIX      | Santiago del Cile, Cile | [ 17 ] |
| 400 m                    | 4'35"46  |   | Caitlin Leverenz                                                                                           | Stati Uniti | 16 luglio 2015  | XVII     | Toronto, Canada         | [ 21 ] |
| Staffette a stile libero |          |   | |             |                 |          |                         |        |
| 4x100 m                  | 3'36"80  |   | Sandrine Mainville (54"43) Michelle Williams (54"42) Katerine Savard (54"53) Chantal van Landeghem (53"42) | Canada      | 14 luglio 2015  | XVII     | Toronto, Canada         | [ 22 ] |
| 4x200 m                  | 7'54"32  |   | Kiera Janzen (1'59"61) Allison Schmitt (1'55"98) Courtney Harnish (1'59"61) Gillian Ryan (1'59"12)         | Stati Uniti | 16 luglio 2015  | XVII     | Toronto, Canada         | [ 23 ] |
| Staffetta mista          |          |   | |             |                 |          |                         |        |
| 4x100 m                  | 3'56"53  |   | Natalie Coughlin (59"20) Katie Meili (1'06"57) Kelsi Worrell (57"63) Allison Schmitt (53"95)               | Stati Uniti | 18 luglio 2015  | XVII     | Toronto, Canada         | [ 24 ] |

Legenda:  - Record del mondo;  - Record americano;  - Record sudamericano

Record non ottenuti in finale: (b) - batteria; (sf) - semifinale; (s) - staffetta prima frazione.

### Mista
| Gara                     | Tempo   | + | Atleta | Nazionalità | Data            | Edizione | Luogo                   | Ref |
| ------------------------ | ------- | - | --- | ----------- | --------------- | -------- | ----------------------- | --- |
| Staffetta a stile libero |         |   | |             |                 |          |                         |     |
| 4x100 m                  | 3'23"78 |   | Guilherme Caribé (48"26) Marcelo Chierighini (47"59) Ana Carolina Vieira (54"50) Stephanie Balduccini (53"43) | Brasile     | 22 ottobre 2023 | XIX      | Santiago del Cile, Cile |     |
| Staffetta mista          |         |   | |             |                 |          |                         |     |
| 4x100 m                  | 3'44"71 |   | Kennedy Noble (59"72) Jacob Foster (60"09) Kelly Pash (57"51) Jonny Kulow (47"39)                             | Stati Uniti | 23 ottobre 2023 | XIX      | Santiago del Cile, Cile |     |

Legenda:  - Record del mondo;  - Record americano;  - Record sudamericano;
 Record non ottenuti in finale: (b) - batteria.